# Алфред Йодъл
Алфред Йозеф Фердинанд Йодл (на немски: Alfred Josef Ferdinand Jodl, правилен правопис Йодъл) е генерал от немския Вермахт и в същото време началник на оперативния щаб през Втората световна война.
Той е един от най-големите военни тактици през Втората световна война. Йодл, заедно с генерал Вилхелм Кайтел създават „тактиката Йодл-Кайтел“ (Jodl-Keitel-tactic), която донася много победи на Вермахта в началото и средата на голямата война.

## Биография

### Ранен живот и Първа световна война (1914 – 1918)
Роден е на 10 май 1890 г. във Вюрцбург, Германска империя, завършва кадетско училище в Мюнхен през 1910 година и се присъединява на служба към Баварската армия като артилерийски офицер.
В началото на Първата световна война е изпратен като командир на батарея на източния фронт през 1914 – 1916 година, но два пъти бива раняван.
При завръщането си на служба през 1917, отново е изпратен на източния фронт, откъдето по-късно е преместен на запад като щабен офицер.

### Междувоенен период
Запознава се с Хитлер през 1923 година.
През 1935 г. е назначен за ръководител на оперативния щаб към ОКВ, командващ националната отбрана – най-високата кадрова военна длъжност в Германия.
Преди началото на Втората световна война е назначен за командир на 44-то артилерийско командване – от октомври 1938 до август 1939 година.

### Втора световна война (1939 – 1945)
Преди нападението на Полша през септември 1939 година е назначен за оперативен командващ в щаба на Вермахта, играейки ключова роля във военните действия през целия период на войната. Той е и главен технически и тактически съветник на Хитлер. Получава наранявания при атентата срещу Фюрера в така наречения „Заговор от 20 юли“, когато е заложена бомба под масата при съвещание на Хитлер.
На 7 май 1945 година в град Реймс, Франция подписва пълната капитулация на Германия във Втората световна война. (Капитулацията на Германия е подписана на 8 май 1945 г. в Берлин, Германия от фелдмаршал Вилхелм Кайтел, по това време главнокомандващ Вермахта (след самоубийството на Адолф Хитлер))

### Осъждане и смърт
Изправен е на съд в Нюрнбергския процес, където е осъден на смърт чрез обесване. В защитното си слово пледира невинен с думите „пред Господ, пред историята и пред моя народ“. Последните му думи на бесилката са „За теб, моя Германия“.
Присъдата е изпълнена на 16 октомври 1946 година, тялото е кремирано в концентрационния лагер Дахау, а прахта е изхвърлена в незнайна река.
На 28 февруари 1953 г. западногермански съд обявява починалия Йодъл за невинен в нарушаване на международното право. Решението е отменено на 3 септември 1953 г. след възражения на САЩ.

## Военна декорация
| - Германски орден „Железен кръст“ (1914) II (?) и I степен (?) - Германска „Значка за раняване“ (?) – черна (?) - Германски орден „Кръст на честта“ (1934) - Германски „Възпоменателен медал от 13 март 1938 г.“ (1938) | - Рицарски кръст с дъбови листа - Носител на Рицарски кръст (7 май 1945) - Носител на Дъбови листа № 865 (7 май 1945) |